# 잔지바르표범
잔지바르표범(영어: Zanzibar leopard, 이명: Panthera pardus pardus)은 탄자니아에 있는 잔지바르섬에 살았던 아프리카표범이다. 현재 잔지바르 제도에 살던 표범은 멸종된 상태라고 발표했지만 2018년 CCTV에 잔지바르표범으로 추정되는 개체가 확인되었다고 한다. 지금도 잔지바르에 남아있을 것으로 추정되는 개체수의 확인을 위해 추가 조사가 시행되고 있다.

## 역사
빙하기 때 아프리카표범이 잔지바르로 넘어온 기원이 있는데 여기서 잔지바르표범이 탄생한 것으로 추정된다.

## 표본
박제된 표본은 잔지바르에 있는 박물관에 전시되어 있다.

## 복원 논란
표본에서 나온 DNA로 복원하자는 의견과 탄자니아 본토 지방인 탕가니카에서 사는 아프리카표범을 잔지바르에 방사하자는 의견이 대립됐다.

## 악마의 동물
잔지바르표범이 악마(악령, 악귀, 마귀)를 데리고 다닌다는 소문이 있어서 악마의 동물로 인식했다.